# Aspitates kozhantchikovi
Aspitates kozhantchikovi är en fjärilsart som beskrevs av Munroe 1963. Aspitates kozhantchikovi ingår i släktet Aspitates och familjen mätare. Inga underarter finns listade i Catalogue of Life.